# Акантела
Акантела (лат. acanthella) је друга фаза током развића паразитских животиња из типа Acanthocephala. Следи после акантор фазе, а развија се у прелазном домаћину.